# Mulk Raj Anand

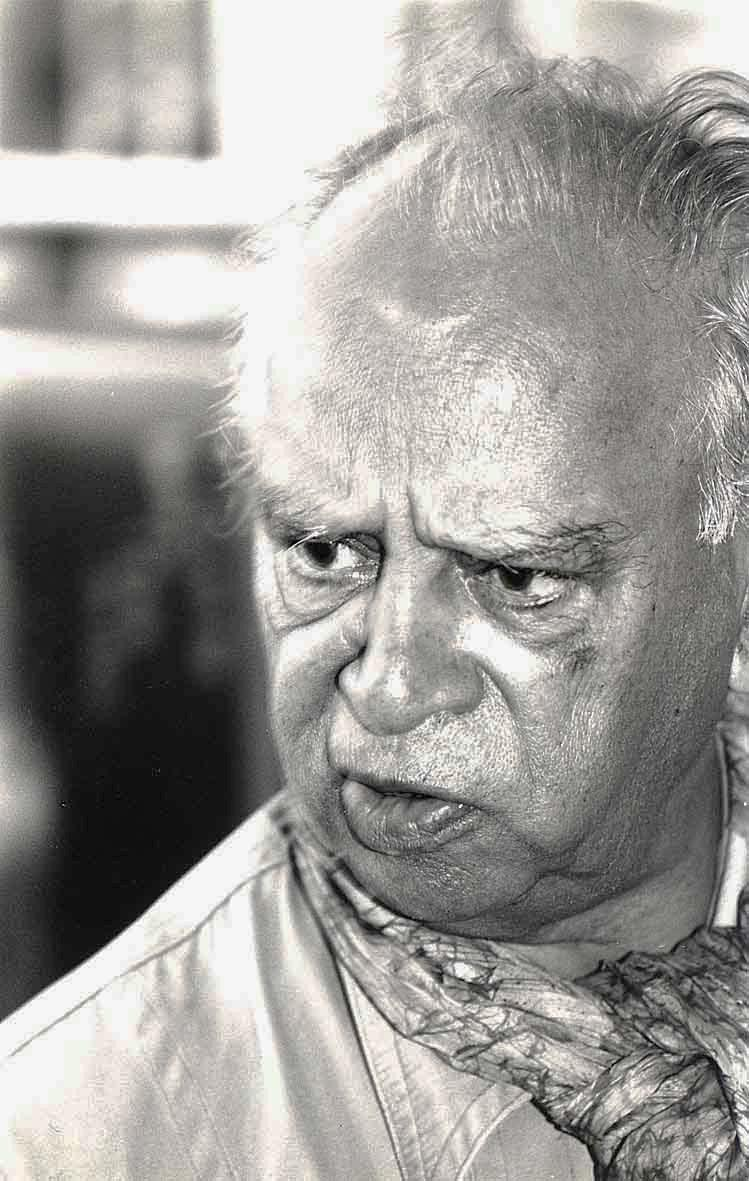
Mulk Raj Anand 1982

Mulk Raj Anand (Panjabi ਮੁਲਕ ਰਾਜ ਆਨੰਦ; * 12. Dezember 1905 in Peschawar, damals North West Frontier in Britisch-Indien, heute Pakistan; † 28. September 2004 in Pune, Indien) war ein indischer Roman- und Kurzgeschichtenautor sowie Kunstkritiker.

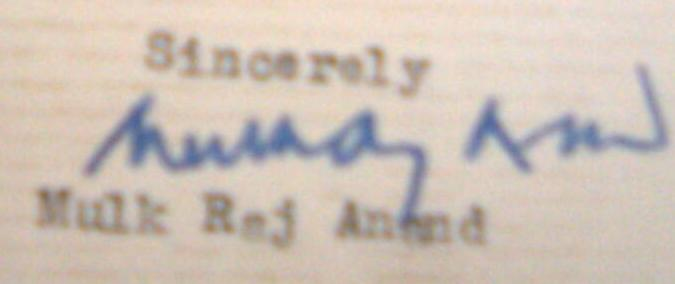
Mulk Raj Anand: Unterschrift

Anand schrieb seine Texte in englischer Sprache. Er war einer der ersten Schriftsteller, welche die indischen Panjabi- und Hindustani-Dialekte ins Englische übertragen haben. In seinen Arbeiten zeichnete Anand ein realistisches und sympathisches Bild von den Armen in Indien. Mulk Raj Anand, Raja Rao und R. K. Narayan werden mitunter als „Gründungsväter des indischen Romans“ bezeichnet.

## Leben

### Ausbildung

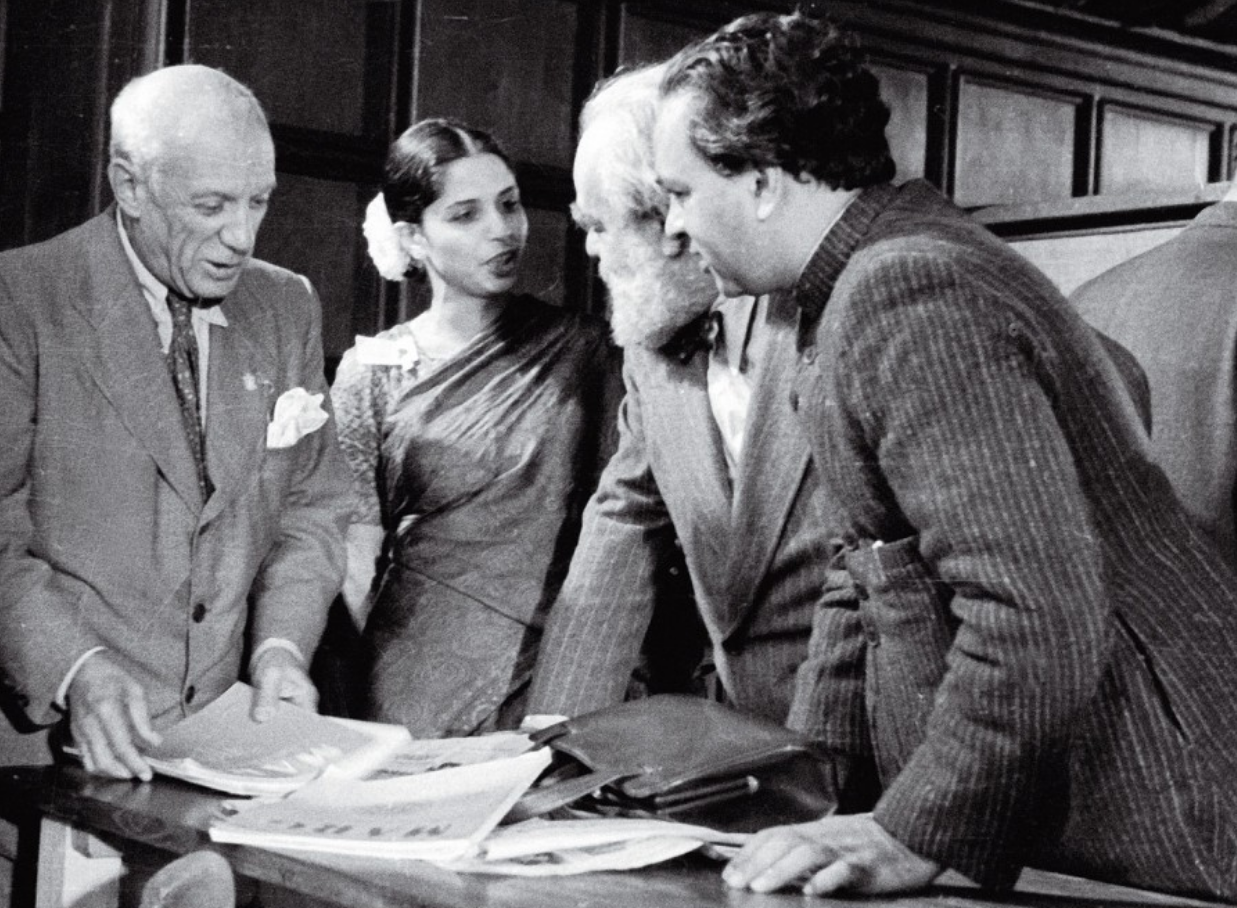
Pablo Picasso (links) und Mulk Raj Anand (rechts) beim Weltkongress der Intellektuellen für die Verteidigung des Friedens

Anand war Sohn eines Kupferschmieds. Er studierte am Khalsa College in Amritsar, machte 1924 einen Abschluss mit Auszeichnung und ging anschließend nach England. Während er seinen Lebensunterhalt in einem Londoner Restaurant verdiente, schrieb er sich am University Collage London ein, wechselte später an die Cambridge University, wo er 1929 mit einem Doktor in Philosophie abschloss. Er schrieb seine Doktorarbeit über Bertrand Russell und den britischen Empirismus. Während dieser Zeit schloss er mit Mitgliedern der Bloomsbury Group Freundschaft. Auch war er in Genf unterwegs, wo er vor dem International Committee on Intellectual Cooperation des Völkerbundes Vorträge hielt. Von 1932 bis 1945 hielt er ab und zu Vorträge bei der Workers’ Educational Association (WEA) in London.
1938 heiratete Anand die Schauspielerin und Kommunistin Kathleen van Gelder. Sie bekamen die Tochter Susheilda, ließen sich aber 1948 wieder scheiden. 1945 kehrte Anand nach Bombay (heute: Mumbai) zurück und begann sich dort für nationale Reformen zu engagieren.

### Schriftsteller
Anands erste Erzählung schilderte das Schicksal einer Tante, die sich das Leben genommen hatte, weil sie von ihrer Familie ausgestoßen worden war, die nicht akzeptieren konnte, dass sie mit einer muslimischen Frau gegessen hatte. Sein erster Roman, der 1935 erschienene Untouchable, beschreibt das Leben der indischen Kaste der Unberührbaren. Der Roman erzählt einen einzigen Tag im Leben von Bakha, einem Toilettenreiniger, der zufällig das Mitglied einer höheren Kaste anrempelt und damit einer Reihe von Demütigungen ausgesetzt ist. Bakha sucht nach einer Lösung für das tragische Schicksal, in das er hineingeboren wurde, spricht mit einem christlichen Missionar, hört sich eine Rede von Mahatma Gandhi über die Unberührbarkeit und ein anschließendes Gespräch zwischen zwei gebildeten Indern an, doch am Ende des Buches schlägt Anand vor, dass die Technologie in Form der neu eingeführten Spültoilette seine Rettung sein könnte, da sie die Notwendigkeit einer Kaste von Toilettenreinigern überflüssig macht.
Der Unberührbare, der den volkstümlichen Erfindungsreichtum des Panjabi und Hindi im Englischen einfängt, wurde von vielen Seiten gelobt und brachte Anand seinen Ruf als Indiens Charles Dickens ein. Die Einleitung des Romans wurde von seinem Freund E. M. Forster verfasst, den er während seiner Arbeit bei T. S. Eliots Zeitschrift The Criterion kennenlernte. In den 1930er und 40er Jahren lebte Anand abwechselnd in London und Indien und war in der indischen Unabhängigkeitsbewegung aktiv. In London schrieb er an der Seite des späteren indischen Verteidigungsministers V. K. Krishna Menon Propaganda für die indische Sache, während er gleichzeitig versuchte, seinen Lebensunterhalt als Romanautor und Journalist zu verdienen. Gleichzeitig unterstützte er linke Anliegen in anderen Teilen der Welt und reiste nach Spanien, um als Journalist über den Spanischen Bürgerkrieg zu berichten. Den Zweiten Weltkrieg verbrachte er als Drehbuchautor für die BBC in London, wo er ein Freund von George Orwell wurde. Orwells Rezension von Anands Roman The Sword and the Sickle aus dem Jahr 1942 weist auf die Bedeutung seiner Veröffentlichung hin: "Obwohl Mr. Anands Roman auch dann interessant wäre, wenn er von einem Engländer geschrieben worden wäre, ist es unmöglich, ihn zu lesen, ohne sich alle paar Seiten daran zu erinnern, dass er auch eine kulturelle Kuriosität ist. Das Aufkommen einer englischsprachigen indischen Literatur ist ein seltsames Phänomen, das sich auf die Nachkriegswelt auswirken wird". Er war auch mit Picasso befreundet und besaß Gemälde von Picasso in seiner persönlichen Kunstsammlung.
Anand kehrte 1947 nach Indien zurück und setzte dort sein umfangreiches literarisches Werk fort. Sein Werk umfasst Gedichte und Essays zu einer Vielzahl von Themen sowie Autobiografien, Romane und Kurzgeschichten. Zu seinen bekanntesten Romanen gehören The Village (1939), Across the Black Waters (1939), The Sword and the Sickle (1942), alle in England geschrieben; Coolie (1936) und The Private Life of an Indian Prince (1953) sind vielleicht die wichtigsten seiner in Indien geschriebenen Werke. Er gründete 1946 die vierteljährlich erscheinende Kunstzeitschrift Marg. In den 1970er Jahren arbeitete er mit der International Progress Organization (IPO) an der Frage des kulturellen Selbstbewusstseins der Nationen. Sein Beitrag zur Konferenz der IPO in Innsbruck (Österreich) im Jahr 1974 hatte einen besonderen Einfluss auf die Debatten, die später unter dem Begriff „Dialog zwischen den Zivilisationen“ bekannt wurden. Anand hielt auch eine Reihe von Vorträgen über bedeutende Inder, darunter Mahatma Gandhi, Jawaharlal Nehru und Rabindranath Tagore, in denen er ihre Leistungen und ihre Bedeutung würdigte und ihr besonderes Augenmerk auf ihre unterschiedlichen Ausprägungen des Humanismus richtete.
Sein 1953 erschienener Roman The Private Life of an Indian Prince ist autobiografisch, wie auch der Rest seines späteren Werks. 1950 nahm Anand das Projekt einer siebenteiligen Autobiographie mit dem Titel Seven Ages of Man in Angriff, von der er nur vier Teile fertigstellen konnte, beginnend 1951 mit Seven Summers, gefolgt von Morning Face, Confession of a Lover und The Bubble. Wie ein Großteil seines späteren Werks enthält es Elemente seiner spirituellen Reise, während er darum kämpft, einen höheren Grad an Selbsterkenntnis zu erlangen.

### Politische Orientierung
Anand war lebenslang Sozialist. Seine Romane greifen verschiedene Aspekte der indischen Sozialstruktur sowie das Erbe der britischen Herrschaft in Indien an; sie gelten gleichzeitig als wichtige soziale Aussagen und literarische Artefakte. Anand selbst war der festen Überzeugung, dass Politik und Literatur untrennbar miteinander verbunden sind. Er war Gründungsmitglied der Progressive Writers’ Association und half auch bei der Erstellung des Manifests der Vereinigung.

## Werke (Auswahl)
Die Werke von Anand erschienen bisher in 25 Ländern. Nur einige Werke wurden ins Deutsche übersetzt.

### Romane
- Untouchable,  1936.
  - Deutsch: Der Unberührbare. Europaverlag, Wien / Stuttgart / Zürich 1954. Unionsverlag, Zürich 1984, 1985, 1992 und 2003. Aus dem indischen Englisch von Joseph Kalmer. ISBN 978-3-293-20272-6.
- Coolie, 1936.
  - Deutsch: Kuli. Verlag Neues Leben, Berlin 1953. Aus dem indischen Englisch von Erika Ziha und Otto Tomschik.
- Two leaves and a bud, 1937.
  - Deutsch: Zwei Blätter und eine Knospe. Verlag Volk und Welt, Berlin 1958 und 1990. C. H. Beck, München 1990. Aus dem indischen Englisch von Eduard Klein. ISBN 978-3-406-34118-2.
- The village, 1939, zur Lalu-Trilogie.
  - Deutsch: Mit Disteln und Schilfgras. Verlag Volk und Welt, Berlin 1980. Aus dem indischen Englisch von Manfred Schmitz.
- Across the black waters, 1940, zur Lalu-Trilogie
- The sword and the sickle, 1942, zur Lalu-Trilogie
- The big heart, 1945.
- The private life of an Indian prince, 1953.
  - Deutsch: Maharaja privat. Progress-Verlag, Darmstadt 1961. Maharadscha. Unionsverlag, Zürich 1989. Aus dem indischen Englisch von Katharina Arndt. ISBN 978-3-293-00148-0.
- The old woman and the cow, 1960.
  - Deutsch: Gauri, Unionsverlag, Zürich 1986 und 1993. ISBN 978-3-293-20033-3. Aus dem indischen Englisch von Rita Peterli.

### Autobiographische Romane –Seven ages of man
- Seven summers, 1951
- Morning face, 1968
- Confession of a lover, 1976
- The bubble, 1984

### Märchen
- Indian Fairy Tales. Nacherzählt von Mulk Raj Anand. Kutub-Popular, Bombay 1946, OCLC 254031904 (englisch). Und 1966.
  - Deutsch: Indische Märchen. Aus dem indischen Englisch von Gertrud Lähn. Illustrationen von Bert Heller. Holz, Berlin 1958, DNB 450070735.
- More Indian fairy tales. Nacherzählt von Mulk Raj Anand. 1961, OCLC 963165720 (englisch).
  - Deutsch: Der Bramahne, der Tiger und der Schakal. Indische Märchen. Aus dem indischen Englisch von Lieselotte Remané. Illustrationen von Bert Heller. Basiert auf den englischen Originalausgaben "Indian fairy tales" und "More Indian fairy tales". Holz, Berlin 1967, DNB 456172319, OCLC 251438259.
- Mulk Raj Anand (Hrsg.): The jackal and the crocodile. Arnold-Heinemann, New Delhi 1984, OCLC 243798914 (englisch).
- Mulk Raj Anand (Hrsg.): The jackal and the partridge. Arnold-Heinemann, New Delhi 1984, OCLC 243800997 (englisch).

### Kurzgeschichten
- Mulk Raj Anand und Iqbal Singh (Hrsg.): Indian Short Stories. New India Pub. Co., London 1946, OCLC 562893750 (englisch).
- Tales told by an idiot. Selected short stories. Jaico, Mumbai 2001 (englisch).
- Grassroots. Selected short stories. Kranchalson, Agra 1968 (englisch).
- Selected short stories of Mulk Raj Anand. Arnold-Heinemann, New Delhi 1977 (englisch).
- The barber's trade union and other stories. Arnold-Heinemann Publishers, New Delhi 1977, ISBN 978-0-86578-145-0 (englisch).
- Greatest short stories. Jaico Pub. House, Mumbai 1999 (englisch).

### Kulturhistorische Bücher
- Persian Painting. Faber & Faber, London 1930, OCLC 463489010 (englisch).
- Curries and other Indian dishes. D. Harmsworth, London 1932, OCLC 4397814 (englisch).
- The Hindu view of art. Einführender Essay über Kunst und Realität von Eric Gill. Bombay 1957 (englisch). Neue Auflagen 1987, 2019 und 2020.
- The Indian theatre. Illustrationen von Usha Rani. D. Dobson, London 1950, OCLC 843208696 (englisch). Neue Auflagen 1951 und 2016.
- Seven little-known birds of the inner eye. Charles E. Tuttle, Rutland, Vermont 1978, OCLC 462615104 (englisch).
- Kama kala. Some notes on philosophical basis of Hindu erotic sculpture. Nagel, Genf / New York 1958, OCLC 1154562499 (englisch).
  - Indien. Kama kala. Über die philosophischen Grundlagen der Erotik in der hinduistischen Skulptur. Nagel, Genf / Paris / New York / Karlsruhe 1978. Mit Fotografien von Raymond Burnier u. a. Neue Auflage 1979.
- Poet, painter: paintings by Rabindranath Tagore. Shreeram Vidyarthi for Tricolour Books, London 1985, ISBN 978-1-85127-039-2.
- Conversations in Bloomsbury. Vision Books, New Delhi 2011, ISBN 978-81-7094-813-1.

## Auszeichnungen
- 1953 International Peace Prize
- 1967 Padma Bhushan
- 1971 Sahitya Academic Award